# Xperia Tablet Z
Xperia Tablet Z（エクスペリアタブレット ゼット）は、ソニーによって開発された、Android搭載タブレット型端末である。

## 概要
Xperia Tablet Sの上位モデルで、Xperia Tablet Z SO-03E(ソニーモバイル製)からNTTドコモに関係するアプリとワンセグ・フルセグ・NOTTV(モバキャス)受信機能、LTE/3G通信機能を省略したものとなる。これ以外はSO-03Eとほぼ同じ機能となる。
店頭モデルでは32GBモデル「SGP312JP/B・W」が販売されるが、ソニーストア限定で16GBモデル「SGP311JP/B」も販売される。
なお、Xperia Tablet Z SO-03Eと違い、スタミナモードやXperia Linkに対応している。一方、miniUIMカードの挿入口はなくLTE/3Gは使用できない。

## 歴史
- 2013年2月26日 - ソニーより発表[4]。
- 2013年4月11日 - 発売前にGPS測位の安定性改善を目的としたソフトウェアアップデートを配信。
- 2013年4月13日 - 発売開始。
- 2013年5月8日 - タッチパネルの操作性改善を目的としたソフトウェアアップデートを配信。
- 2013年5月30日 - 使用環境によるGPS測位の安定性およびその他の改善を目的としたソフトウェアアップデートを配信。
- 2013年8月28日 - Android 4.2へのアップデート開始。

## アップデート・不具合など
2013年4月11日のアップデート
- GPS測位の安定性を改善する。
- ビルド番号が10.1.C.0.344になる。

2013年5月8日のアップデート
- タッチパネルの操作性を改善する。
- ビルド番号が10.1.C.0.344から10.1.C.0.353になる。

2013年5月30日のアップデート
- 使用環境によるGPS測位の安定性を改善する。
- PlayStation 3専用ワイヤレスコントローラ「DUALSHOCK 3」の接続に対応。
- ビルド番号が10.1.C.0.353から10.1.C.0.370になる。

2013年8月28日のアップデート(OSバージョンアップ)。
- カメラアプリで、撮影直後のプレビュー時間の長さを設定する操作画面を追加。
- ムービーアプリにVideo Unlimitedの機能を一部統合。
- ロックスクリーンからのカメラやウィジェットの起動に対応。
- ノートアプリで、ノートビューモードにおけるハイパーリンク(電話番号/ウェブサイトアドレス/添付データ)に対応。
- ビルド番号が10.1.C.0.344、10.1.C.0.353、10.1.C.0.370のいずれかから10.3.1.C.0.136になる。